# Giulio Panconcelli-Calzia
Giulio Panconcelli-Calzia (* 4. Oktober 1878 in Rom; † 25. Oktober 1966 in Hamburg) war ein italienisch-deutscher Phonetiker und Professor an der Universität Hamburg.

## Leben
Nach dem Abitur 1896 in Rom studierte er 1897/98 Philologie an der Universität Rom, insbesondere Arabisch. Ab 1898 arbeitete er als Sprachlehrer in Kassel. Ab 1900 studierte er in Marburg, Göttingen und Berlin.

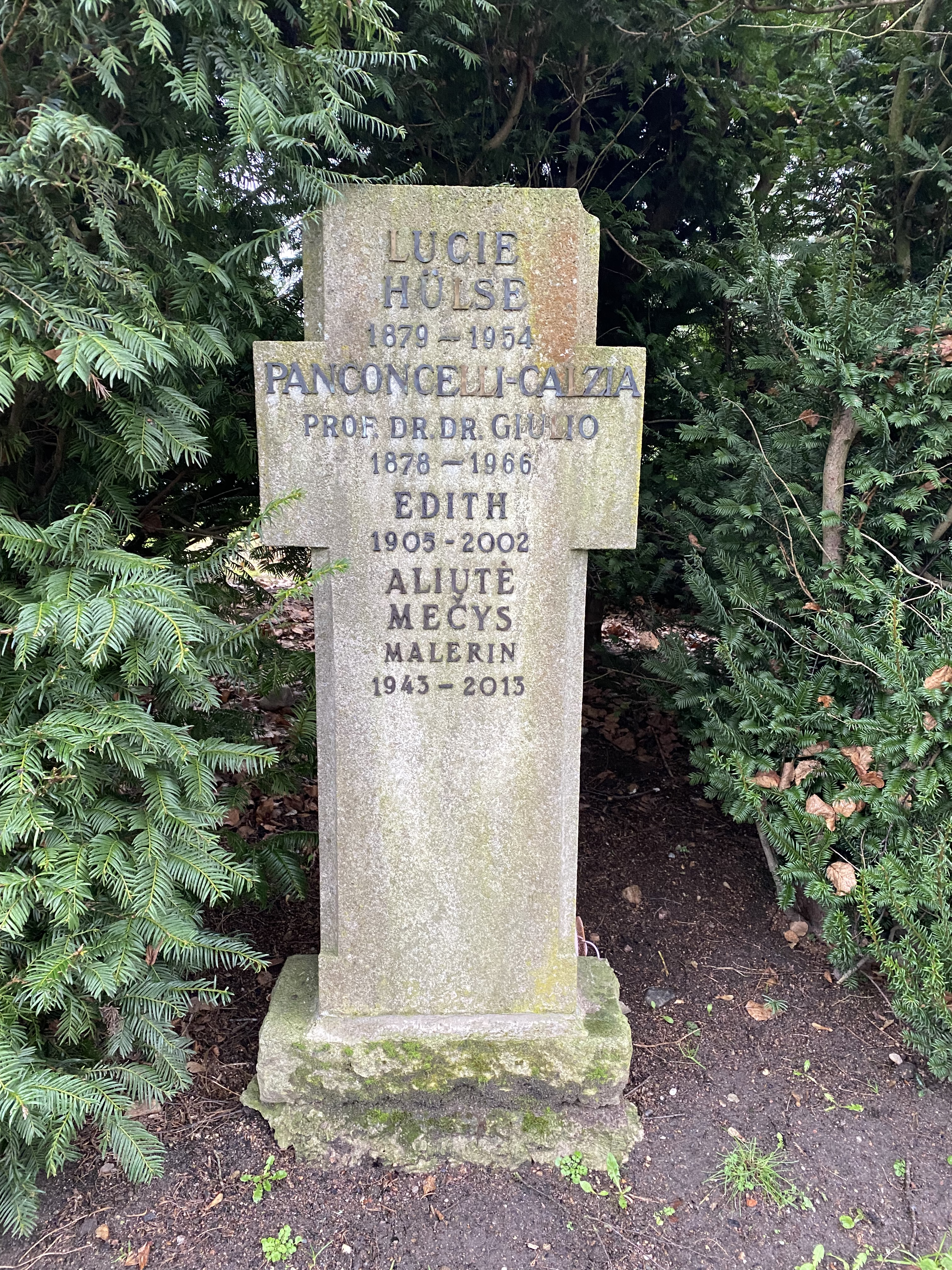
Grabstätte auf dem Friedhof Bergstedt

1902 weckte der Physiologe Paul Schultz mit der Vorlesung „Physiologie der Stimme und Sprache“ sein Interesse an der Phonetik 1904 promovierte er bei Jean-Pierre Rousselot in Paris. 1910 holte Carl Meinhof ihn zur Unterstützung der experimentellen Phonetik an das Hamburger Kolonialinstitut. 1913 organisierte er dazu in Hamburg den 1. Internationalen Kongress.
Im folgenden Jahr erwarb er die deutsche Staatsangehörigkeit. Im Ersten Weltkrieg war er in einer Hamburger Station für Kriegsverletzte auf dem Gebiet der pathologischen Phonetik tätig. 1917 erhielt er den Professorentitel. Nach der Gründung der Universität Hamburg habilitierte er sich 1920 für das Fach Phonetik und wurde 1922 zum planmäßigen ao. Professor und Direktor des phonetischen Laboratoriums ernannt. 1934 gründete er dort ein Internat für sprechgestörte Kinder. Im November 1933 unterzeichnete er das Bekenntnis der deutschen Professoren zu Adolf Hitler.
1947 wurde er emeritiert und erhielt 1960 das Große Bundesverdienstkreuz.
Panconcelli-Calzia sah die Phonetik als reine Naturwissenschaft an ohne jeden Bezug zur sprachwissenschaftlichen Phonologie. Erst sein Schüler Otto von Essen brachte beide Sichtweisen zusammen.
Er verstarb im Alter von 88 Jahren und wurde auf dem Friedhof Bergstedt in Hamburg beigesetzt.